# Stadsliknande samhällen i Hrodna voblasć
Stadsliknande samhällen i Hrodna voblasć i Republiken Vitryssland har kriterier för ortskategorierna bestämda i enlighet med Republiken Vitrysslands lag (den 5 maj 1998 № 154-Z) ”Om administrativa och territoriella uppdelningen och om ordningen för att lösa frågor om den administrativa och territoriella anordningen i Republiken Vitryssland”.
Stadsliknande samhällen är indelade i följande underkategorier:
- köpingar (гарадскія пасёлкі eller haradskija pasiolki (belarusiska); också förut мястэчкі eller miastečki (belarusiska)) – orter med folkmängd mera än 2 000 invånare som har industriella och kommunala företag, sociala och kulturella institutioner, handelsföretag, matserveringar, hushållstjänster;
- kurorter (курортныя пасёлкі eller kurortnyja pasiolki (belarusiska)) – orter med folkmängd på minst 2 000 invånare som har hälsohem, semesterhem, pensionat, övriga rekreationsinstitutioner, handelsföretag, matserveringar och hushållstjänster, kultur- och utbildningsinstitutioner;
- municipalsamhällen (рабочыя пасёлкі eller rabočyja pasiolki (belarusiska)) – orter med folkmängd på minst 500 invånare som är placerade vid industriella anläggningar, kraftverk, byggnadsarbeten, järnvägsstationer och övriga mål.

## Karta över stadsliknande samhällen i Hrodna voblasć
Stadsliknande samhällen med folkmängd:
|  |  | – 5 000 och mera        |
|  |  | – från 2 000 till 4 999 |
|  |  | – från 1 000 till 1 999 |
|  |  | – 999 och mindre        |

Den gröna färgen indicerar stadsliknande samhällen med ökande folkmängd, och den röda med minskande folkmängd.

## Antal stadsliknande samhällen och folkmängd
Den 14 oktober 2009 (folkräkning) fanns det i Hrodna voblasć 17 stadsliknande samhällen och alla var köpingar:
| Folkmängd             | Antal | Antal i procent | Personer | Personer i procent |
| --------------------- | ----- | --------------- | -------- | ------------------ |
| 5 000 och mera        | 7     | 41,18 %         | 46 863   | 71,99 %            |
| från 2 000 till 4 999 | 4     | 23,53 %         | 10 088   | 15,50 %            |
| 1 999 och mindre      | 6     | 35,29 %         | 8 145    | 12,51 %            |
| Summa                 | 17    | 100,00 %        | 65 096   | 100,00 %           |

Den 1 januari 2016 fanns det bara 16 stadsliknande samhällen (alla var köpingar).

## Lista över stadsliknande samhällen i Hrodna voblasć
Latinska namnen på listan är skrivna i enlighet med de officiella nationella och internationella translitterationsreglerna.

| Nr | Vapen | Namn (latinskt)        | Namn (kyrilliskt)   | Status             | Distrikt (rajon)      | Folkmängd (folkräkning, 2009) | Folkmängd (beräkning, 2016) | Förändring |
| -- | ----- | ---------------------- | ------------------- | ------------------ | --------------------- | ----------------------------- | --------------------------- | ---------- |
| 1  |       | Zeĺva                  | Зэльва              | köping             | Zeĺva distrikt        | 7 396                         | 6 906                       | −6,63 %    |
| 2  |       | Krasnasieĺski          | Краснасельскі       | köping             | Vaŭkavysks distrikt   | 6 885                         | 6 744                       | −2,05 %    |
| 3  |       | Kareličy               | Карэлічы            | köping             | Kareličy distrikt     | 6 854                         | 6 528                       | −4,76 %    |
| 4  |       | Voranava               | Воранава            | köping             | Voranava distrikt     | 6 332                         | 6 434                       | +1,61 %    |
| 5  |       | Vialikaja Bierastavica | Вялікая Бераставіца | köping             | Bierastavica distrikt | 5 720                         | 5 545                       | −3,06 %    |
| 6  |       | Roś                    | Рось                | köping             | Vaŭkavysks distrikt   | 5 391                         | 4 705                       | −12,72 %   |
| 7  |       | Navajeĺnia             | Наваельня           | köping             | Dziatlava distrikt    | 3 041                         | 2 700                       | −11,21 %   |
| 8  |       | Raduń                  | Радунь              | köping             | Voranava distrikt     | 2 673                         | 2 355                       | −11,90 %   |
| 9  |       | Mir                    | Мір                 | köping             | Kareličy distrikt     | 2 310                         | 2 250                       | −2,60 %    |
| 10 |       | Astryna                | Астрына             | köping             | Ščučyns distrikt      | 2 064                         | 1 778                       | −13,86 %   |
| 11 |       | Kazloŭščyna            | Казлоўшчына         | köping             | Dziatlava distrikt    | 1 847                         | 1 673                       | −9,42 %    |
| 12 |       | Juraciški              | Юрацішкі            | köping             | Iŭje distrikt         | 1 501                         | 1 341                       | −10,66 %   |
| 13 |       | Liubča                 | Любча               | köping             | Navahrudaks distrikt  | 1 157                         | 1 059                       | −8,47 %    |
| 14 |       | Žaludok                | Жалудок             | köping             | Ščučyns distrikt      | 1 290                         | 1 017                       | −21,16 %   |
| 15 |       | Sapockin               | Сапоцкін            | köping             | Hrodna distrikt       | 1 231                         | 1 003                       | −18,52 %   |
| 16 |       | Porazava               | Поразава            | köping             | Svislačs distrikt     | 1 119                         | 913                         | −18,41 %   |
| −  |       | Astravets              | Астравец            | köping (till 2012) | Astraviecs distrikt   | 8 285                         |                             |            |

## Bildgalleri

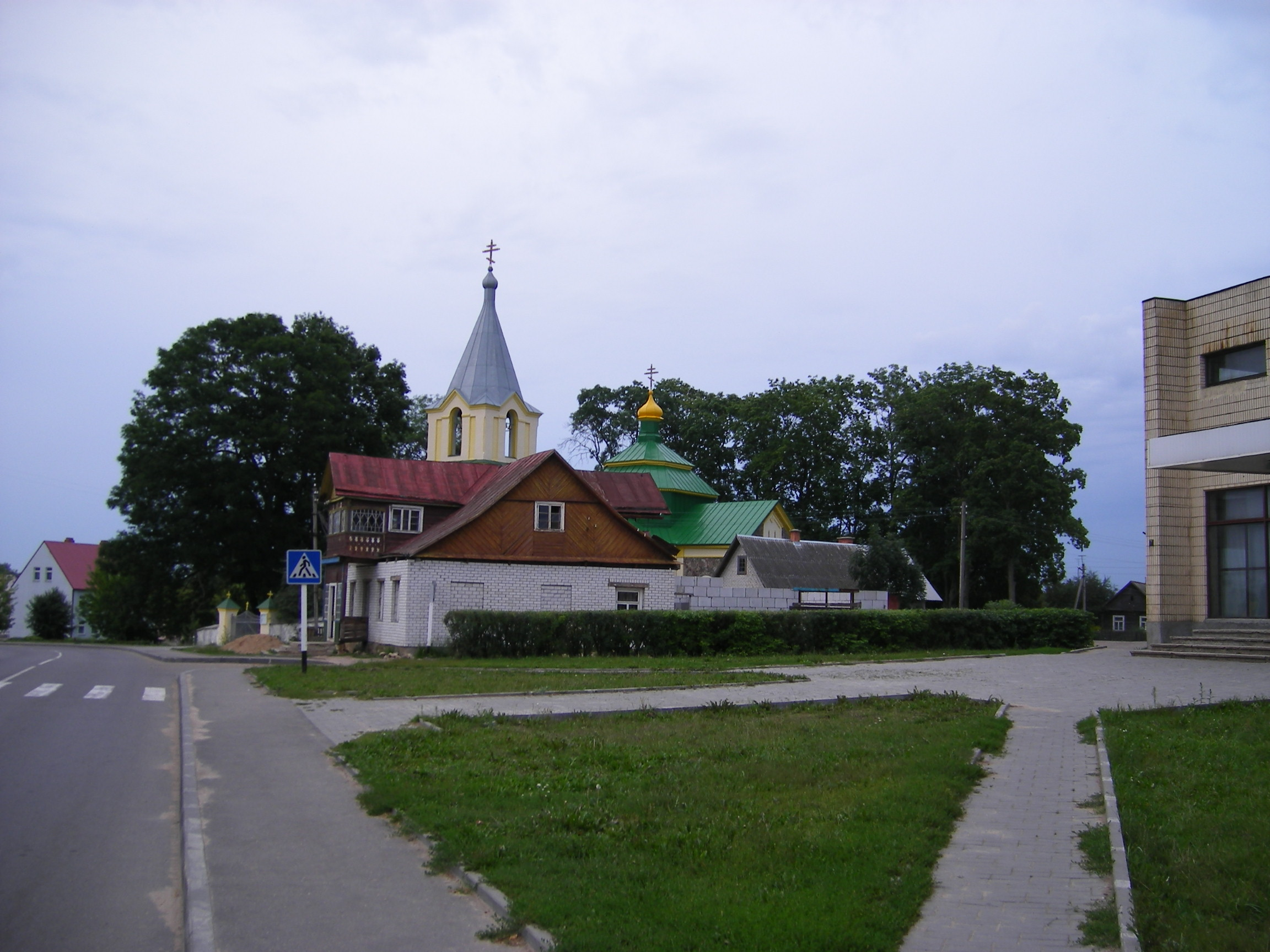
Astryna
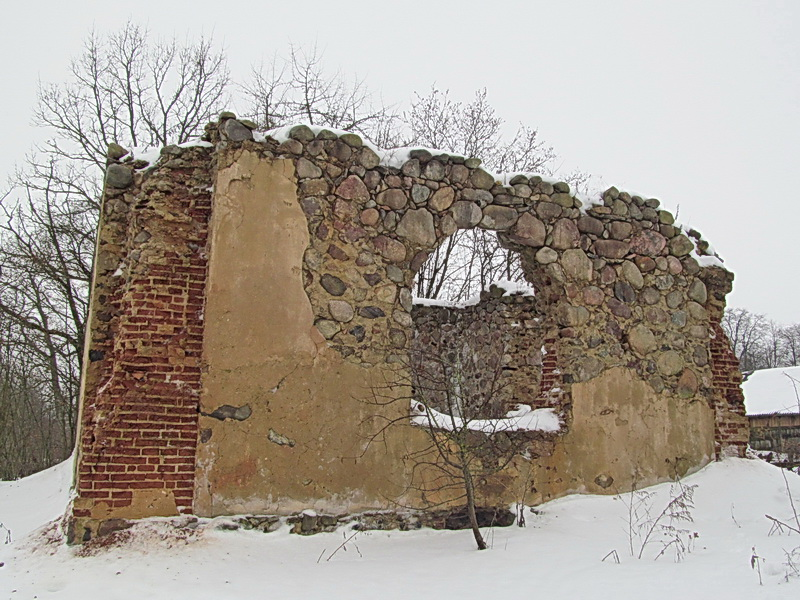
Juraciški
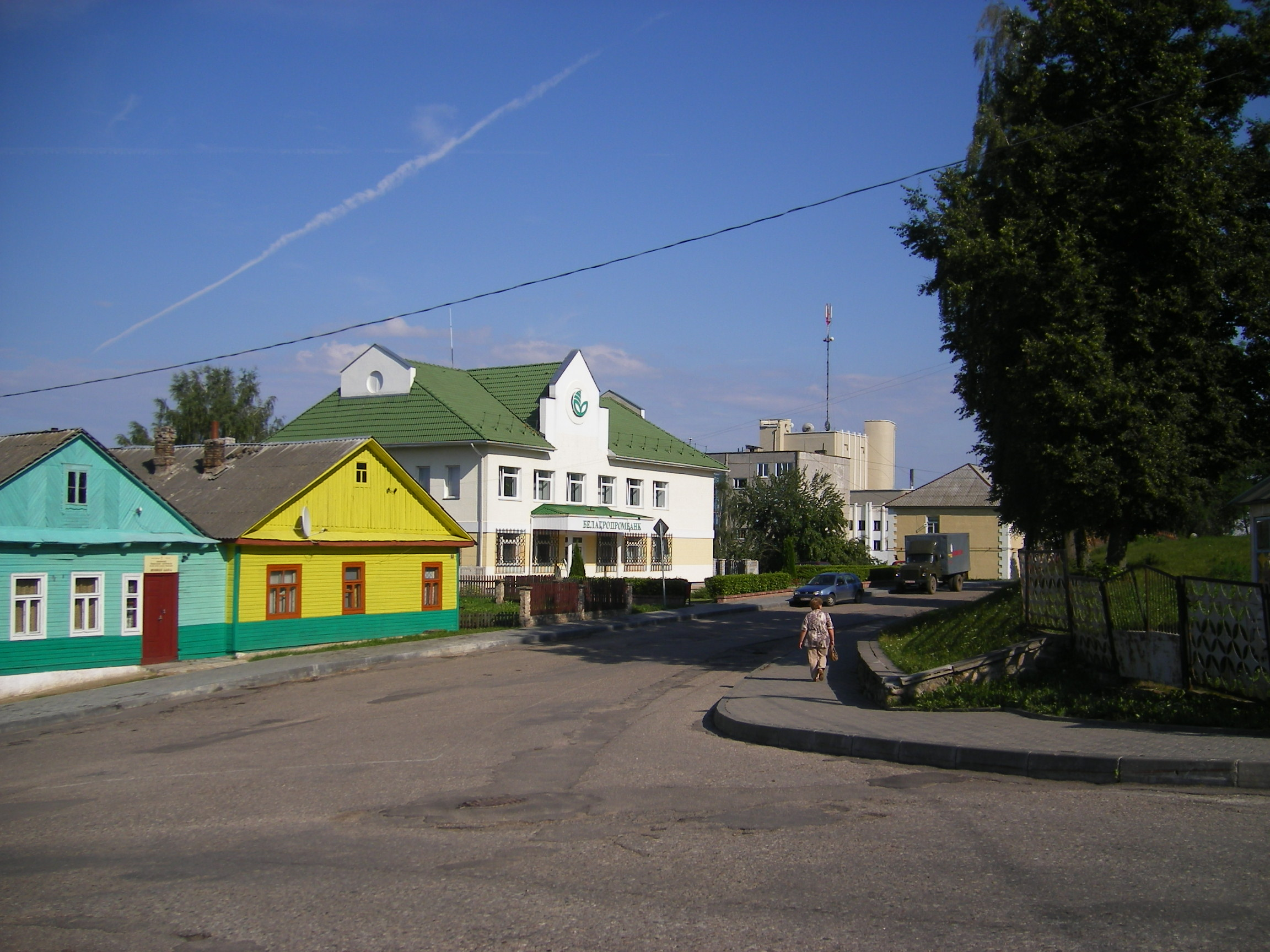
Kareličy
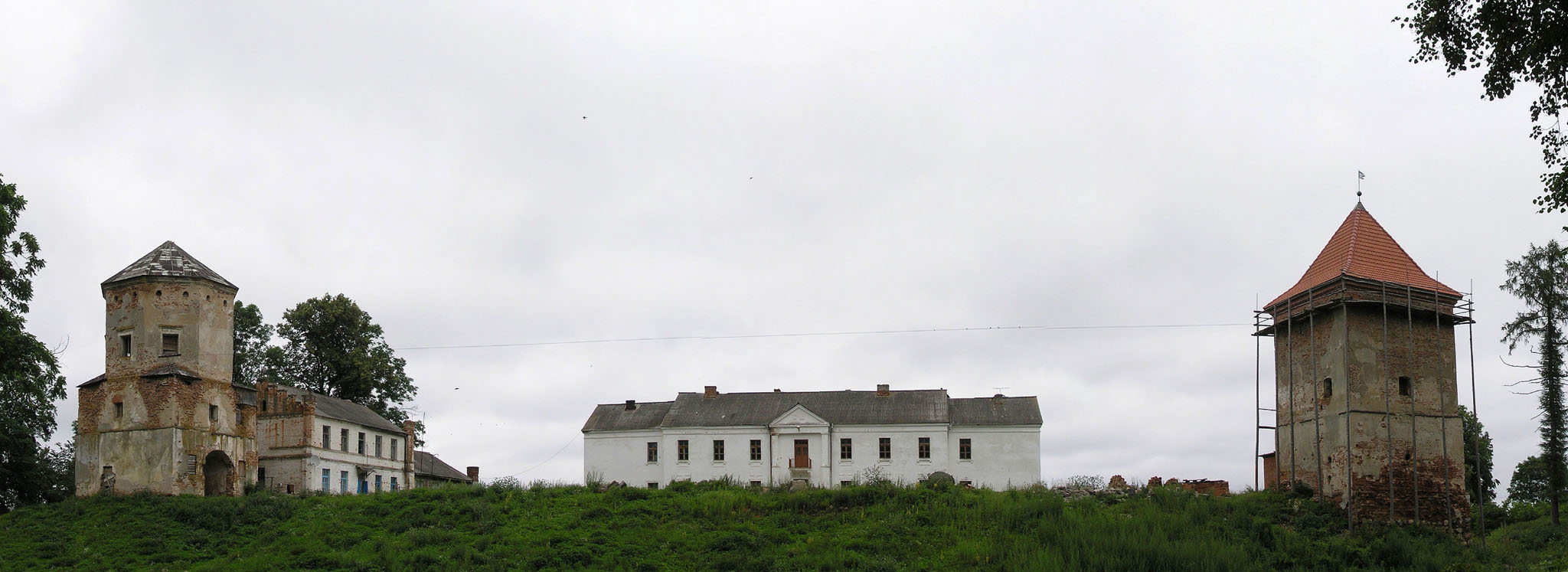
Liubča
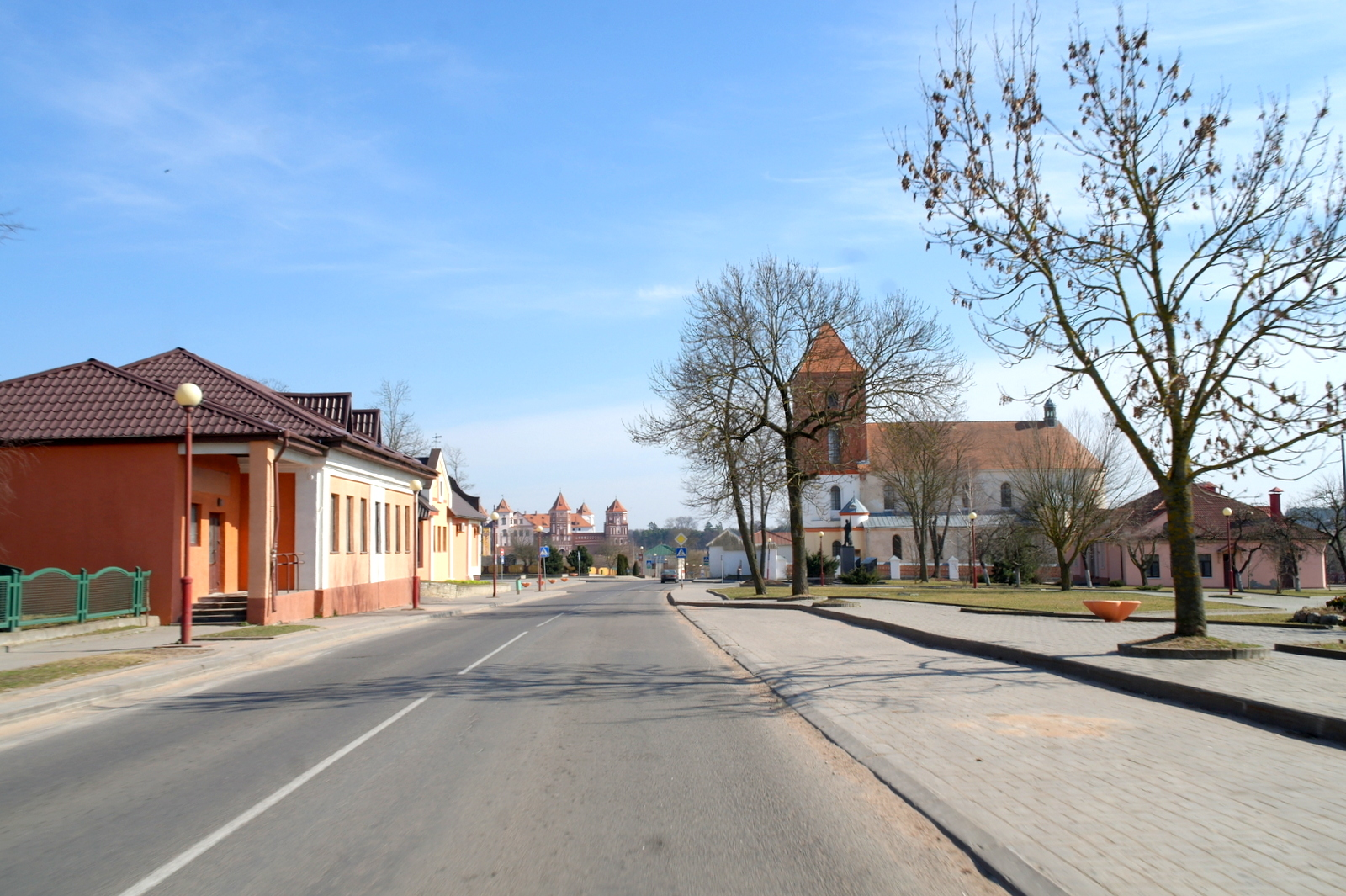
Mir
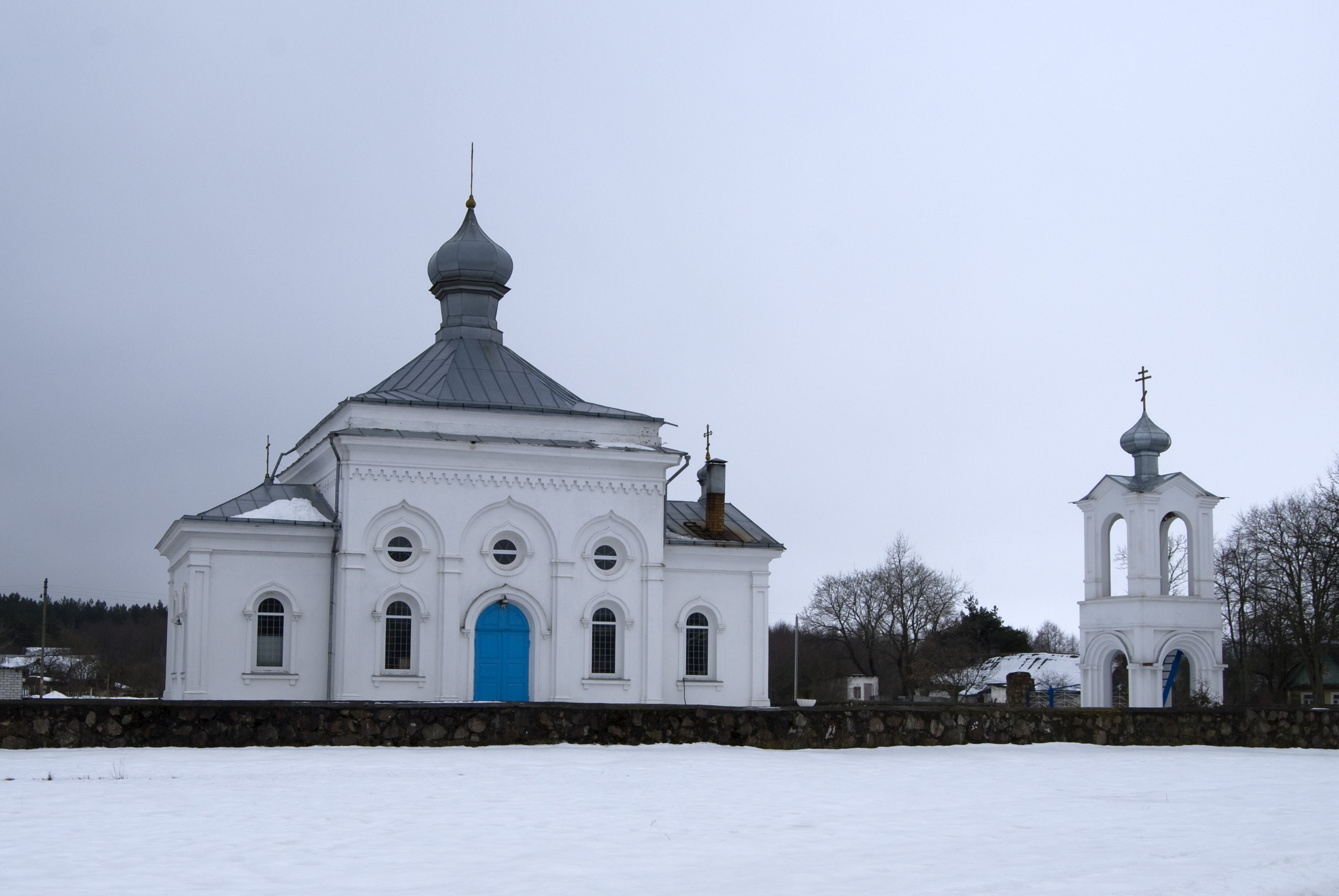
Navajeĺnia
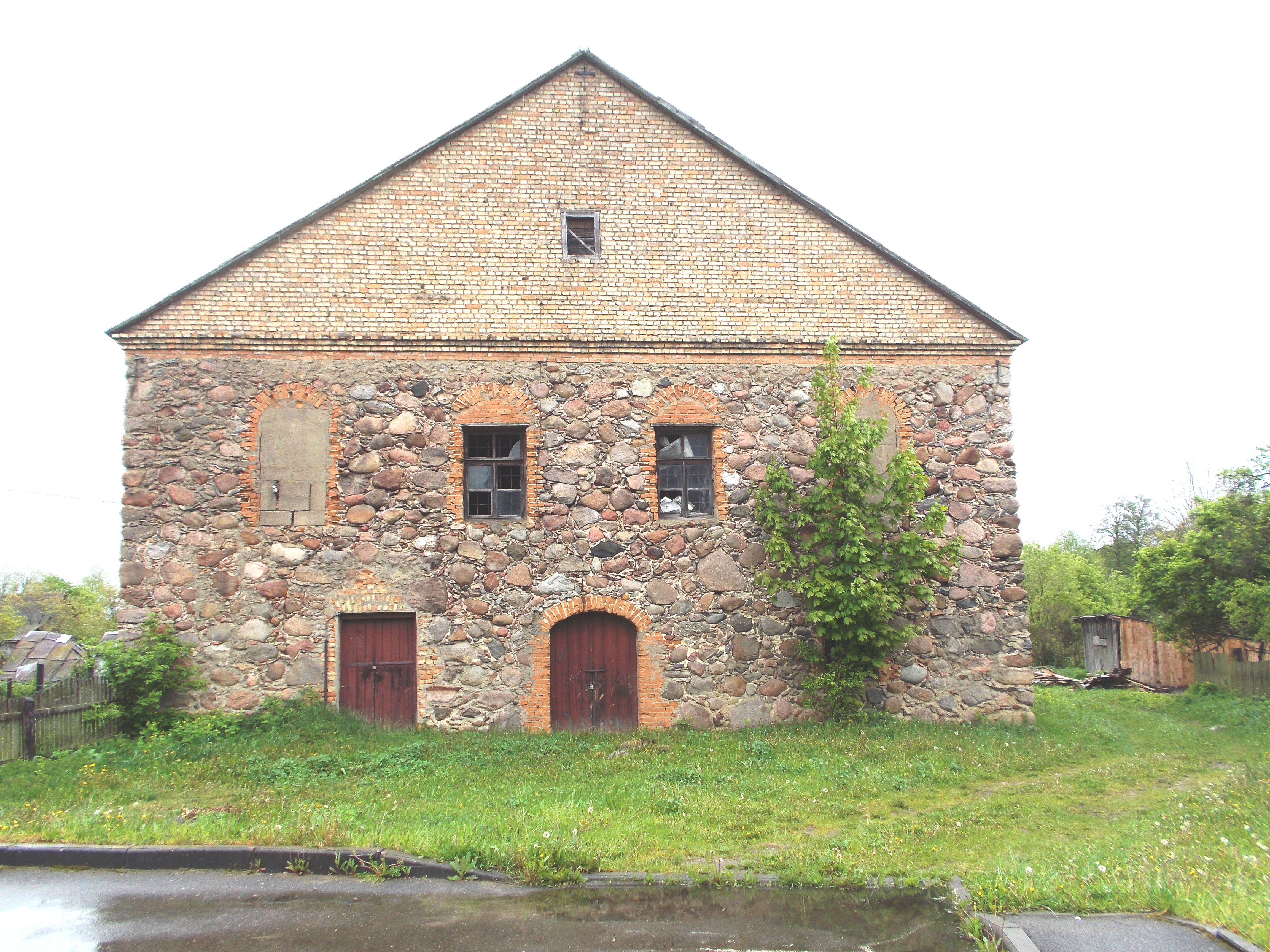
Porazava
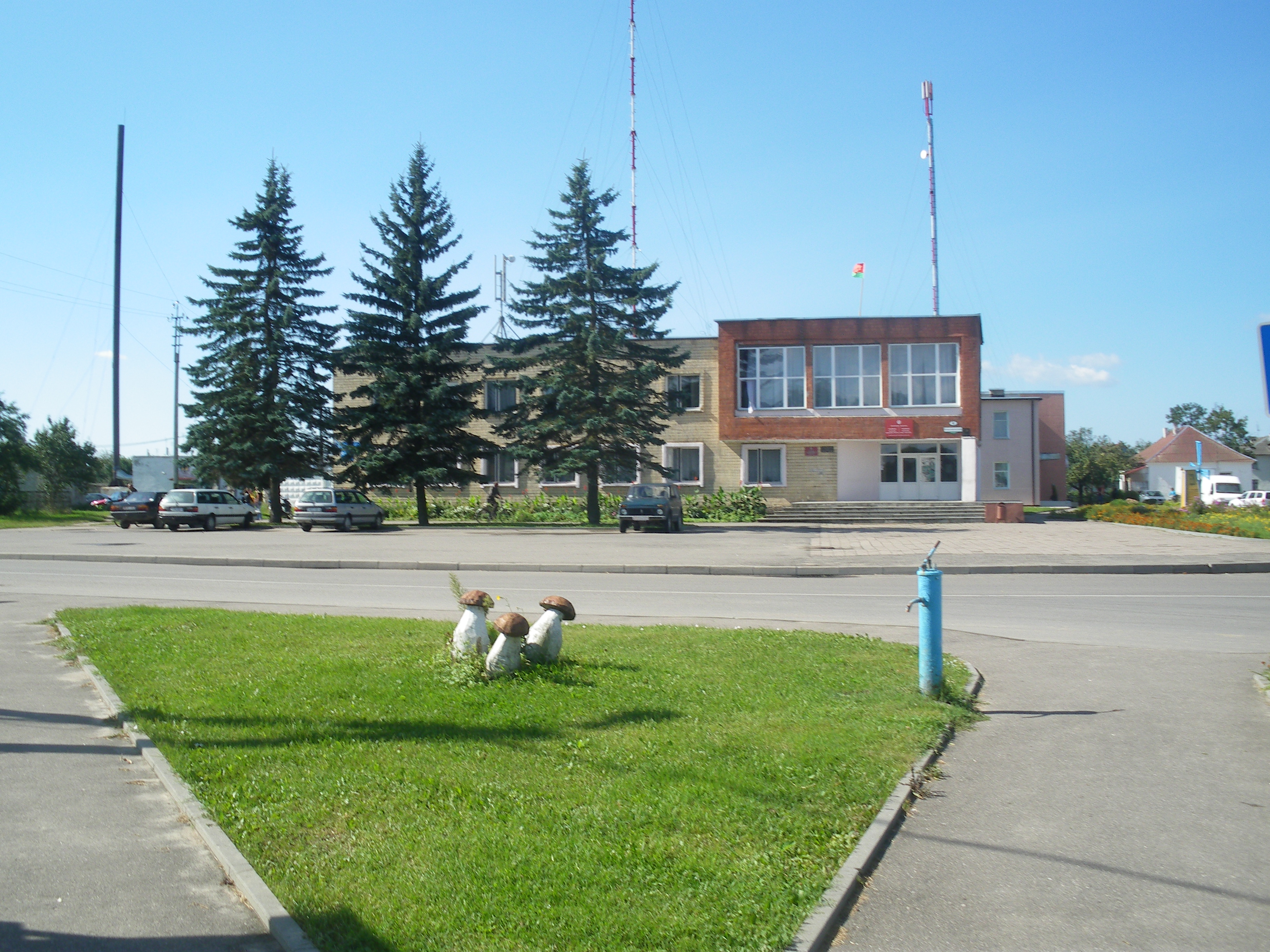
Raduń
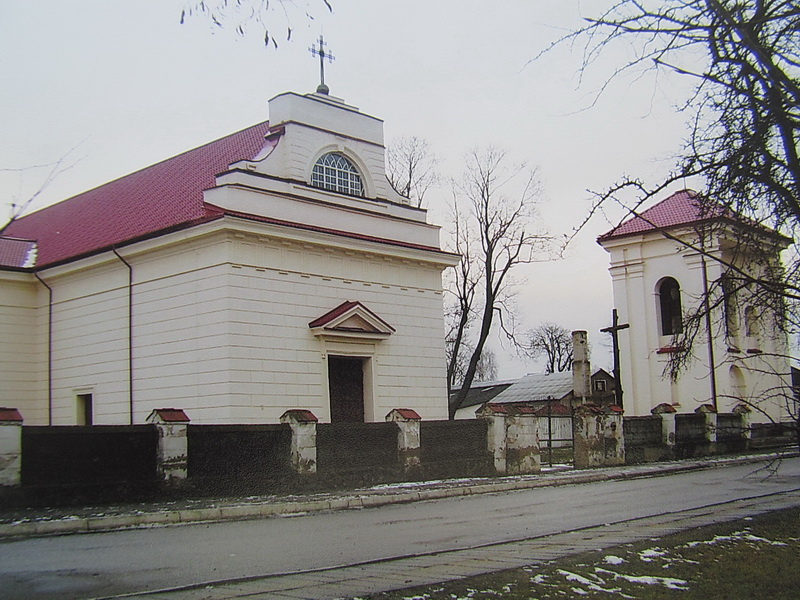
Roś
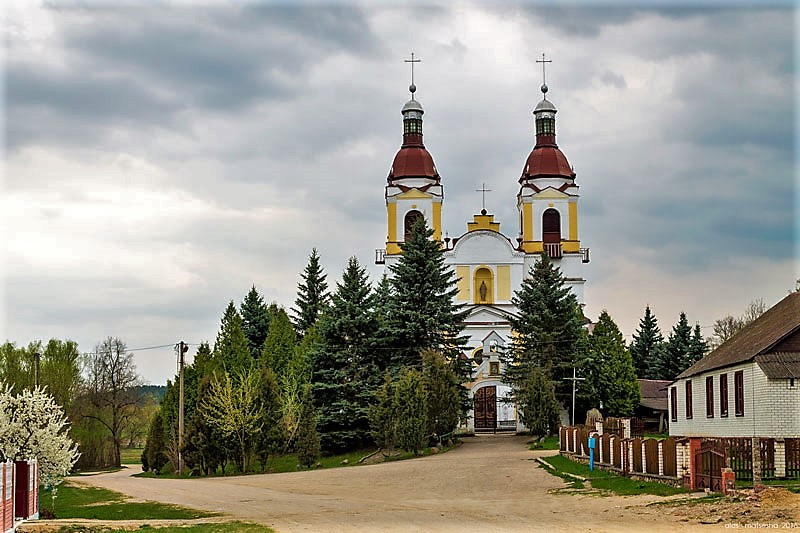
Sapockin
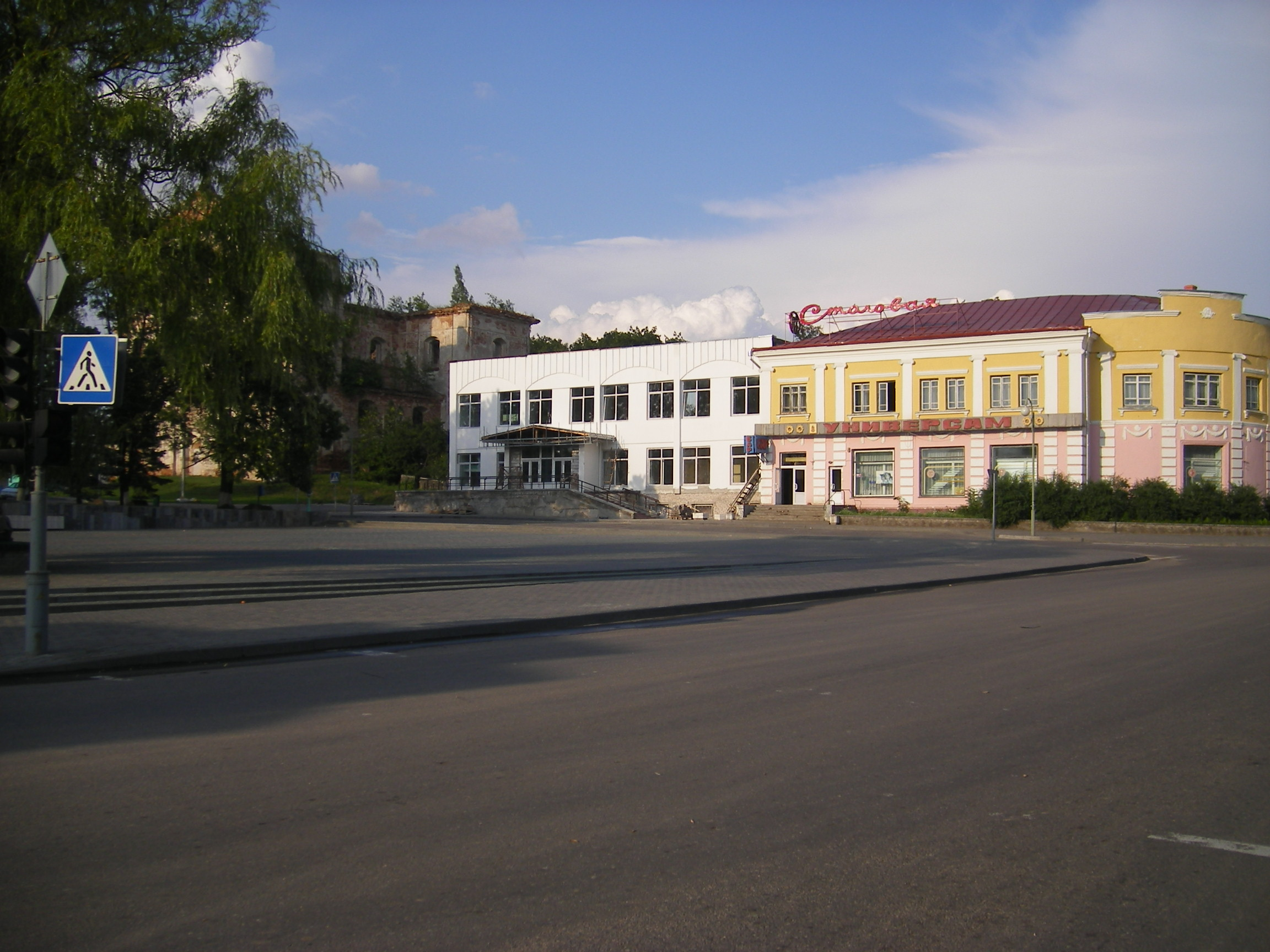
Vialikaja Bierastavica
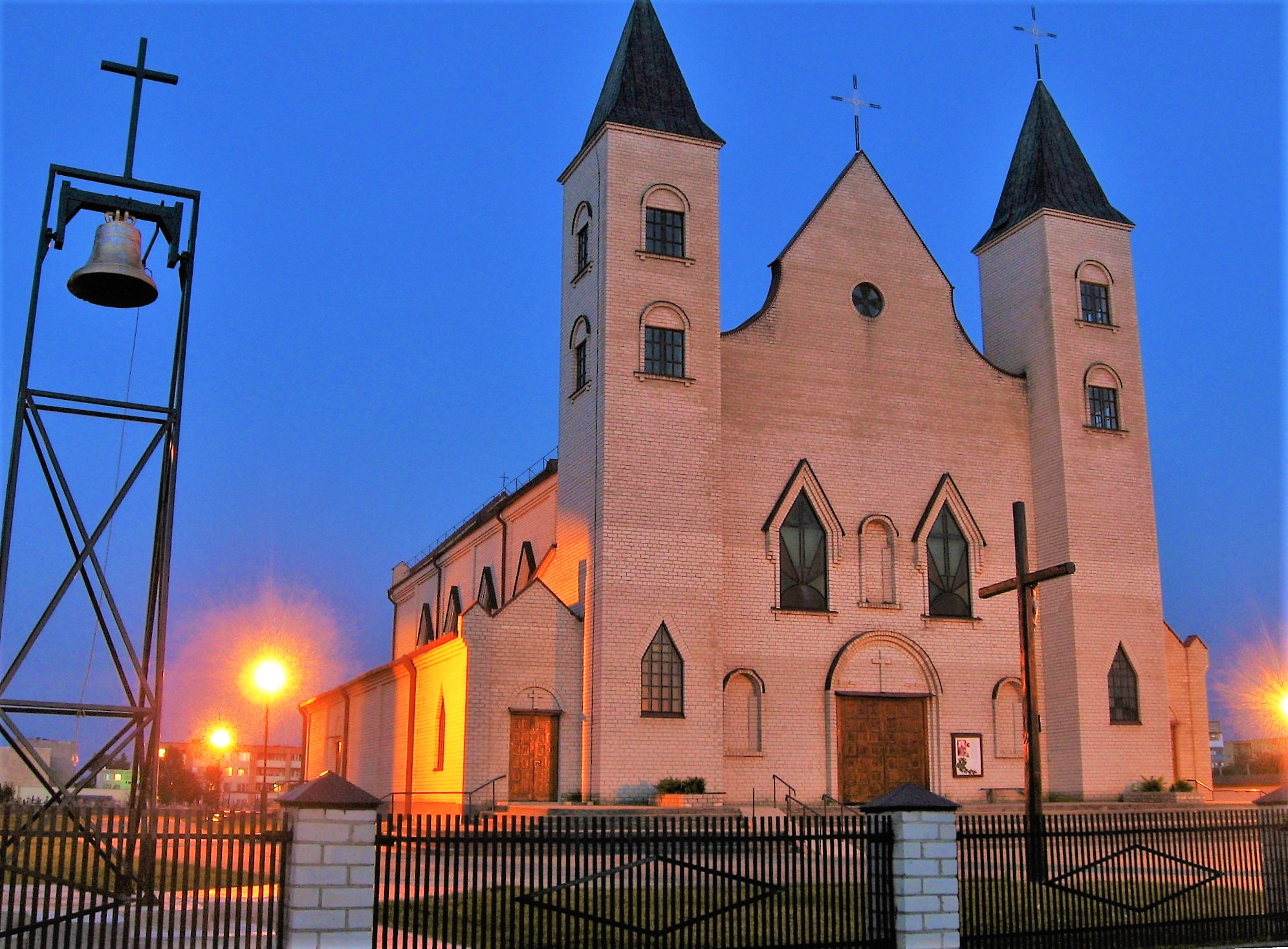
Voranava
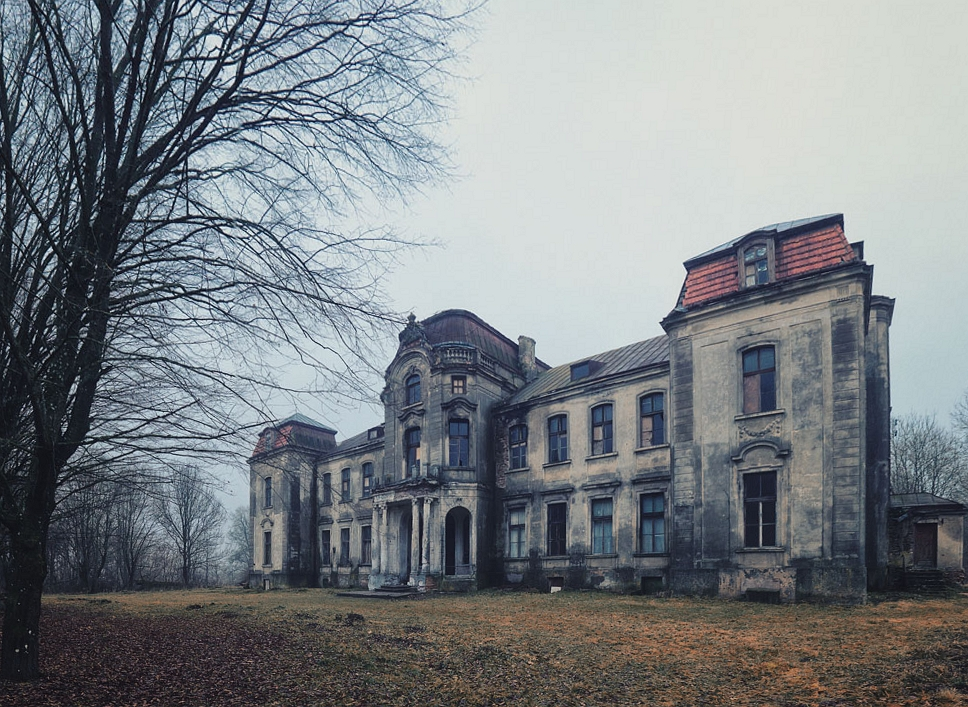
Žaludok